# Мутсу (озеро)
Му́тсу (ест. Mutsu järv) — природне озеро в Естонії, у волості Вастселійна повіту Вирумаа.

## Розташування
Мутсу належить до Чудського суббасейну Східноестонського басейну.
Озеро лежить поблизу північно-східної околиці села Мутсу.

## Опис
Загальна площа озера становить 1,33 га, площа водної поверхні — 1,3 га, площа острівця на озері — 0,03 га. Довжина берегової лінії — 789 м.